# Amtsgericht Wipperfürth

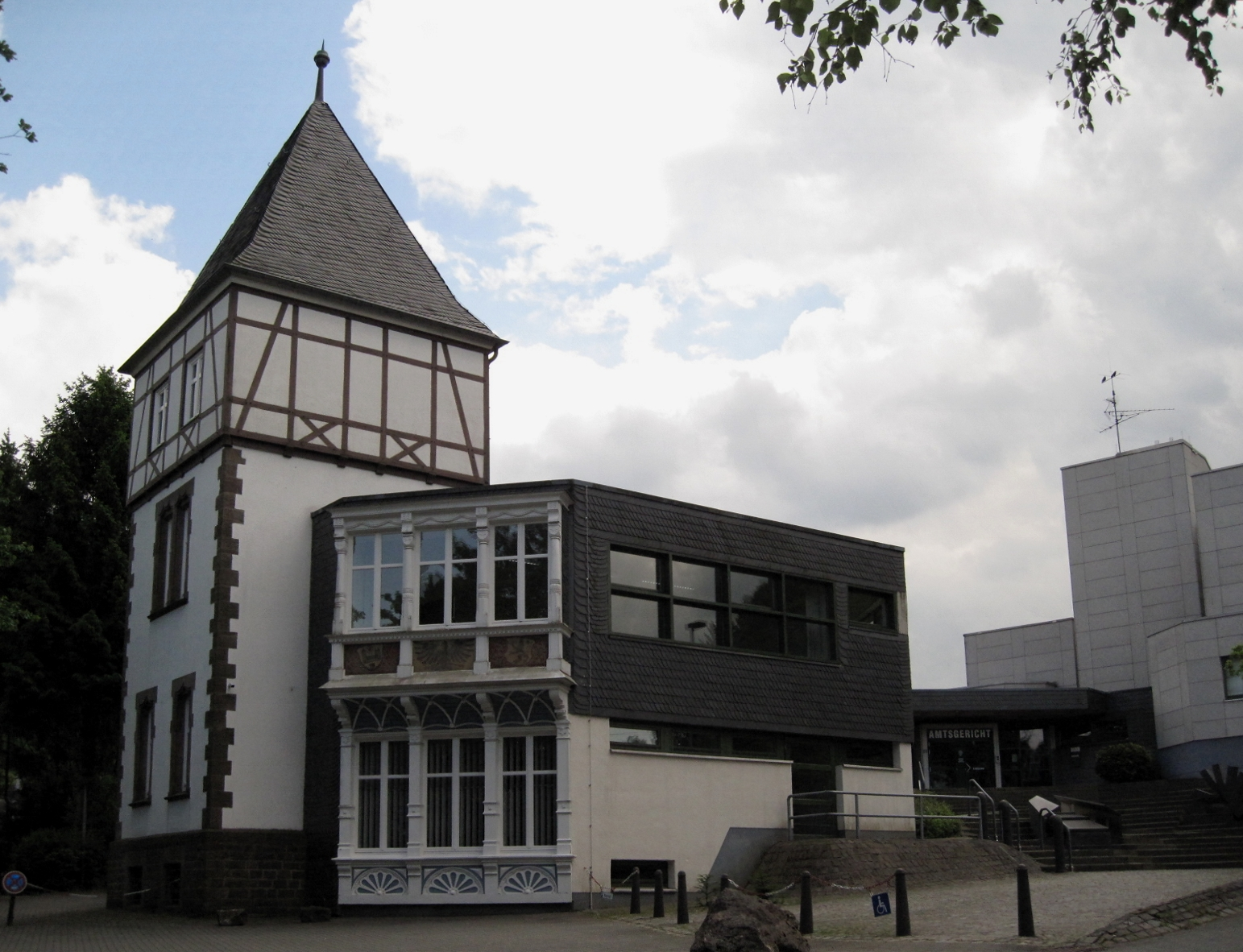
Gerichtsgebäude

Wipperfürth ist Sitz des Amtsgerichts Wipperfürth, das für die Gemeinde Lindlar und die Städte Hückeswagen, Radevormwald und Wipperfürth im nördlichen Oberbergischen Kreis zuständig ist. In dem 308 km² großen Gerichtsbezirk leben rund 86.000 Menschen.
1974 wurde das Amtsgericht Lindlar eingegliedert.

## Übergeordnete Gerichte
Das dem Amtsgericht Wipperfürth übergeordnete Landgericht ist das Landgericht Köln, das wiederum dem Oberlandesgericht Köln untersteht.

## Geschichte
Zu den Privilegien, die Wipperfürth Anfang des 13. Jahrhunderts im späteren Herzogtum Berg erhielt, gehörte auch der Gerichtssitz. So erhielt Wipperfürth 1216 eine eigene Gerichtsbarkeit mit einem Stadtgericht, bestehend aus 13 Ratsherren als Schöffen. Als Appellationsgericht diente das Hofgericht in Düsseldorf.
In der napoleonischen Zeit wurde das Gerichtswesen reformiert. 1812 wurde aus dem Stadtgericht ein Friedensgericht, 1820 schließlich Amtsgericht. Friedensgericht Lindlar der Bereich der heutigen Stadt Overath dazu. Dies blieb auch zu Zeiten der preußischen Rheinprovinz bestehen.
Nach der kommunalen Neugliederung 1975 und der damit einhergehenden Schließung der Gerichte in Lindlar und Lennep übernahm das Wipperfürther Gericht Teile deren Zuständigkeitsbereiche. So umfasst der Amtsgerichtsbezirk Wipperfürth seit 1976 die Gebiete der Städte Wipperfürth, Hückeswagen und Radevormwald und der Gemeinde Lindlar.
Eine genaue Dokumentation, wo das Gericht in der Geschichte überall tagte, ist nicht verfügbar.  Es wird vermutet, dass das alte Rathaus am Markt Ort von Prozessen war. Auch Verhandlungen unter freiem Himmel sind bekannt. Später war das Amtsgericht an der Marktstraße untergebracht. Nach Auflösung des Kreises Wipperfürth 1932 wurde das alte Landratsamt an der Gaulstraße frei und ab 1933 neuer Sitz des Amtsgerichtes.
Seit 1983 sitzt das Gericht in einem Neubau an gleicher Stelle. Teile des alten Landratsamts blieben dabei erhalten, so wurden der alte Turm und das Fensterelement mit den Holzschnitzereien und -malereien in den Neubau integriert.